# Departament (Księstwo Warszawskie)
Departament – jednostka podziału administracyjnego pierwszego stopnia w Księstwie Warszawskim, organizacyjnie wzorowana na departamentach francuskich. Odpowiednik obecnego województwa.
Księstwo Warszawskie w latach 1807–1809 dzieliło się na sześć, a w latach 1809–1815 na dziesięć departamentów. Departamenty podzielone były na powiaty, powiaty na gminy. 
Na czele departamentu stał prefekt podległy ministrowi spraw wewnętrznych. W sprawach policyjnych pomagał mu odrębny komisarz, podporządkowany ministrowi policji. Nadzorowi prefekta podlegały też merytorycznie podległe ministrowi przychodów i skarbu Dyrekcje Skarbu oraz Intendent Dóbr i Lasów Narodowych.
Organem sądownictwa administracyjnego była Rada Prefekturalna.
Organem opiniodawczo-kontrolnym o charakterze częściowo samorządowym były Rady Departamentowe.